# Aldrichomyia macropogon
Aldrichomyia macropogon là một loài ruồi trong họ Tachinidae.